# NWA Mid-Atlantic Tag Team Championship
L'NWA Mid-Atlantic Tag Team Championship è stato un titolo della divisione tag team originariamente difeso nella federazione Jim Crockett Promotions, un territorio della National Wrestling Alliance.
Il titolo fu attivo dal 1973 al 1985, quando smise di essere promosso e fu ritirato.

## Storia
Il titolo fu introdotto il 3 ottobre 1973 in sostituzione del NWA Atlantic Coast Tag Team Championship, i cui ultimi detentori Nelson Royal e Sandy Scott furono riconosciuti come campioni inaugurali del nuovo alloro. Smise di essere promosso per scarso utilizzo nel corso del 1985.
Verso la fine degli anni '90 la NWA concesse a promoter locali di stabilire un territorio sotto il nome di MId-Atlantic Championship Wrestling, ma non avendo questo alcuna connessione con l'originale MACW il suo titolo massimo (anch'esso MACW Tag Team Championship), non figura nell'albo d'oro di questo titolo.

## Albo d'oro
| Legenda  |                                                                               |
| -------- | ----------------------------------------------------------------------------- |
| #        | Indica il numero del regno titolato                                           |
| Regno    | Viene indicato il numero del regno del campione                               |
| Data     | La data in cui il titolo è stato vinto                                        |
| Località | Indica il luogo in cui il titolo è stato vinto                                |
| Note     | Indica notizie particolari riguardanti i cambi di titolo o altre informazioni |

| #  | Campione                                 | Regno | Data              | Giorni | Località                        | Evento     | Note | Fonti |
| -- | ---------------------------------------- | ----- | ----------------- | ------ | ------------------------------- | ---------- | --- | ----- |
| 1  | Nelson Royal e Sandy Scott               | 1     | 3 ottobre 1973    | 54     | --                              | --         | Il titolo fu attivato in sostituzione del NWA Atlantic Coast Tag Team Championship, e i suoi ultimi detentori furono riconosciuti come campioni inaugurali. |       |
| 2  | Brute Bernard e Jay York                 | 1     | 26 novembre 1973  | 30     | Raleigh, Carolina del Nord      | House show | |       |
| 3  | Gene Anderson e Ole Anderson             | 1     | 26 dicembre 1973  | 103    | Coluimbia, Carolina del Sud     | House show | |       |
| 4  | Bob Bruggers e Paul Jones                | 1     | 8 aprile 1974     | 87     | Fayetteville, Carolina del Nord | House show | |       |
| 5  | Rip Hawk e Ric Flair                     | 1     | 4 luglio 1974     | 155    | Greensboro, Carolina del Nord   | House show | |       |
| 6  | Tiger Conway Jr. e Paul Jones (2)        | 1     | 6 dicembre 1974   | 76     | Charleston, Carolina del Sud    | House show | Sconfiggendo Flair e Brute Bernard, che sostituiva Hawk. |       |
| 7  | Gene Anderson e Ole Anderson             | 2     | 20 febbraio 1975  | 0      | Greensboro, Carolina del Nord   | House show | In un incontro in cui era il palio anche il NWA World Tag Team Championship detenuto dagli Anderson.                                                        |       |
| —  | Vacante                                  | —     | 20 febbraio 1975  | —      | —                               | —          | Gli Anderson, già detentori della versione locale del NWA World Tag Team Championship, resero il titolo vacante subito dopo averlo vinto.                   |       |
| 8  | Dino Bravo e Tim Woods                   | 1     | 3 novembre 1976   | 75     | Raleigh, Carolina del Nord      | House show | In un torneo per riassegnare il titolo vacante, sconfiggendo in finale Sgt, Jacques Goulet e Mike DuBois.                                                   |       |
| 9  | Jerry Brown e Buddy Roberts              | 1     | 17 gennaio 1977   | 83     | Greenville, Carolina del Nord   | House show | |       |
| 10 | Dino Bravo (2) e Tiger Conway Jr. (2)    | 1     | 19 aprile 1977    | 87     | Charlotte, Carolina del Nord    | House show | |       |
| 11 | Ric Flair (2) e Greg Valentine           | 1     | 6 luglio 1977     | 47     | Anderson, Carolina del Sud      | House show | |       |
| 12 | Paul Jones (3) e Ricky Steamboat         | 1     | 22 agosto 1977    | 434    | Greensboro, Carolina del Nord   | House show | |       |
| 13 | Ric Flair (3) e Big John Studd           | 1     | 30 ottobre 1978   | 6      | Greenville, Carolina del Sud    | House show | | [ 3 ] |
| 14 | Paul Jones (4) e Ricky Steamboat (2)     | 2     | 5 novembre 1978   | --     | Greensboro, Carolina del Nord   | House show | |       |
| 15 | Ken Patera e Big John Studd (2)          | 1     | gennaio 1979      | --     | --                              | House show | |       |
| 16 | Paul Jones (5) e Ricky Steamboat (3)     | 3     | 26 aprile 1979    | --     | --                              | House show | |       |
| —  | Vacante                                  | —     | agosto 1979       | —      | —                               | —          | Il titolo fu reso vacante in seguito allo split dei campioni.                                                                                               |       |
| 17 | Dino Bravo (3) e Ricky Steamboat (4)     | 1     | agosto 1979       | --     | --                              | House show | |       |
| —  | Vacante                                  | —     | agosto 1979       | —      | —                               | —          | Il titolo fu reso vacante in seguito all'infortunio di Bravo.                                                                                               |       |
| 18 | Bill Eadie e Big John Studd (3)          | 1     | 26 marzo 1980     | --     | --                              | House show | |       |
| —  | Vacante                                  | —     | agosto 1979       | —      | —                               | —          | Il titolo fu reso vacante quando Studd lasciò il territorio.                                                                                                |       |
| 19 | Matt Borne e Buzz Sawyer                 | 1     | 2 giugno 1980     | 118    | Greenville, Carolina del Sud    | House show | In un torneo per riassegnare i titolo vacanti, sconfiggendo in finale The Iron Sheik e Jimmy Snuka                                                          |       |
| 20 | Butch Miller e Luke Williams             | 1     | 28 settembre 1980 | 75     | Charlotte, Carolina del Nord    | House show | |       |
| 21 | Dewey Robertson e George Wells           | 1     | 12 dicembre 1980  | 57     | Richmond, Virginia              | House show | |       |
| 22 | Mr. Fuji e Genichiro Tenryu              | 1     | 7 febbraio 1981   | 107    | Greensboro, Carolina del Nord   | House show | | [ 4 ] |
| 23 | Dewey Robertson (2) e Johnny Weaver      | 1     | 25 maggio 1981    | 33     | --                              | House show | |       |
| 24 | Chris Markoff e Nikolai Volkoff          | 1     | 27 giugno 1981    | 153    | Charlotte, Carolina del Nord    | House show | |       |
| 25 | Jay Youngblood e Johnny Weaver (2)       | 1     | 27 novembre 1981  | 6      | Appalachia, Virginia            | House show | |       |
| 26 | Ox Baker e Carl Fergie                   | 1     | 2 dicembre 1981   | 58     | --                              | House show | |       |
| 27 | Porkchop Cash e Jay Youngblood (2)       | 1     | 29 gennaio 1982   | 113    | Charleston, Carolina del Sud    | House show | |       |
| 28 | Don Kernodle e Pvt. Jim Nelson           | 1     | 22 maggio 1982    | 10     | --                              | House show | |       |
| 29 | Porkchop Cash (2) e Iceman Parsons       | 1     | 1 giugno 1982     | 16     | --                              | House show | |       |
| 30 | Don Kernodle e Jim Nelson                | 2     | 17 giugno 1982    | 66     | Roanoke, Virginia               | House show | |       |
| 31 | Ricky Steamboat (5) e Jay Youngblood (3) | 1     | 22 agosto 1982    | 202    | Toronto, Ontario                | House show | |       |
| —  | Vacante                                  | —     | 12 marzo 1983     | —      | —                               | —          | Steamboat e Youngblood resero il titolo vacante in seguito alla vittoria del NWA World Tag Team Championship                                                |       |
| 32 | One Man Gang e Kelly Kiniski             | 1     | 23 maggio 1983    | 58     | Greenville, Carolina del Sud    | House show | In un torneo per riassegnare il titolo vacante, sconfiggendo in finale Mike Rotunda e Rufus R. Jones.                                                       |       |
| 33 | Rufus R. Jones e Bugsy McGraw            | 1     | 20 luglio 1983    | 13     | Emporia, Virginia               | House show | |       |
| —  | Vacante                                  | —     | 2 agosto 1983     | —      | —                               | —          | Il titolo fu reso vacante per motivi non noti. |       |
| 34 | Ron Bass e Black Bart                    | 1     | 25 agosto 1984    | --     | --                              | House show | |       |
| —  | Disattivato                              | —     | 1985              | —      | —                               | —          | Il titolo smise di essere promosso ed è considerato disattivato.                                                                                            |       |